# كتاب الضعفاء الكبير
كتاب الضعفاء الكبير هو كتاب من كتب الجرح والتعديل في رواة الحديث، ألفة الحافظ أبو جعفر العقيلي محمد بن عمرو بن موسى بن محمد بن حماد العقيلي المكي (توفي عام 322)، وعادة ما تعنى كتب الجرح والتعديل بذكر الرواة ومراتبهم من حيث العدالة والحفظ والضبط، ونقل الأقوال التي قيلت في شأنهم من قبل أئمة النقد، ولكن مؤلف الكتاب اقتصر على ذكر الرواة الضعفاء فقط.
رتب المصنف أبو جعفر العقيلي أسماء الرواة على حروف المعجم، فبدأ بباب الألف، وختم بباب الياء، حيث يذكر المصنف اسم الراوي ثم يسوق بإسناده كلام أئمة الجرح والتعديل فيه، وبعدها يسوق بإسناده شيءًا مما رواه هذا الراوي ليدلل على ضعفه، فإذا لم يكن في الراوي كلام لأحد من الأئمة تكلم المصنف فيه بما يليق بحاله.
يعد الكتاب من أهم كتب الجرح والتعديل، لأنه استطاع حفظ كلام أئمة النقد في الرواة، ونبه على الأحاديث التي أخطأ فيها أولئك الرواة، والتي كانت سببا في تجريحهم وردّ مروياتهم، ولكن ليس كل الرواة الذين ذكرهم أبو جعفر العقيلي في كتابه متفقا على تضعيفهم، بل منهم المختلف فيه، ومنهم الثقة الذي جرح بغير بينة، كالإمام الحافظ علي بن المديني الذي ضعفه المصنف في الكتابة الضعفاء الكبير ترجمة رقم (1237)، وقد تصدى للذب عنه الإمام الذهبي في كتابة ميزان الاعتدال في نقد الرجال ترجمة رقم (569 – 171).